# Cayapa
Le cayapa (autonyme : cha'palaachi), ou chachi, est une langue barbacoane parlée dans le nord-ouest de l'Équateur, dans la province d'Esmeraldas par 3 000 Chachis, anciennement appelés les Cayapas.

## Classification
Le cayapa et le tsafiqui, constituent la branche méridionale de la famille des langues barbacoanes.

## Écriture
| a | b | ch | d | dy | e  | f | g  | i  | j | k | l | ll | m |
| n | ñ | p  | r | s  | sh | t | ts | ty | u | v | w | y  | ' |

## Phonologie
Les tableaux présentent les phonèmes du cayapa.

### Voyelles
|         | Antérieure    | Centrale      | Postérieure   |
| ------- | ------------- | ------------- | ------------- |
| Fermée  | i [i] iː [iː] |               | u [u] uː [uː] |
| Moyenne | e [e] eː [eː] |               |               |
| Ouverte |               | a [a] aː [aː] |               |

### Consonnes
|               |               | Bilabiale | Dentale | Latérale | Palatale | Vélaire | Glottale |
| ------------- | ------------- | --------- | ------- | -------- | -------- | ------- | -------- |
| Occlusives    | Sourdes       | p [p]     | t [t]   |          | tʲ [tʲ]  | k [k]   | ʔ [ʔ]    |
| Occlusives    | Sonores       | b [b]     | d [d]   |          | dʲ [dʲ]  | g [g]   |          |
| Fricatives    | Fricatives    | f [f]     | s [s]   |          | š [ʃ]    |         | h [h]    |
| Affriquées    | Affriquées    |           | c [t͡s]  |          | č [t͡ʃ]   |         |          |
| Nasales       | Nasales       | m [m]     | n [n]   |          | ɲ [ɲ]    | ŋ [ŋ]   |          |
| Liquides      | Liquides      |           | r [r]   | l [l]    | ʎ [ʎ]    |         |          |
| Semi-voyelles | Semi-voyelles | w [w]     |         |          | j [j]    |         |          |